# アブドルアジズ・アール＝アッシャイフ
アブドルアジズ・アール＝アッシャイフ(アラビア語: عبد العزيز بن عبد الله بن محمد بن عبد اللطيف آل الشيخ,1943年-)とはサウジアラビアにおけるイスラム教徒の最高位の宗教指導者たる大ムフティーである。1999年に死亡したアブド・アル=アズィーズ・ビン・アブドゥッラー・ビン・バーズの後を継いで就任した。最高法官、最高ウラマー会議議長、ファトワー局長官を兼任している。
2001年4月にポケモン禁止のファトワーを出し、2004年2月にバレンタインデー禁止のファトワーを出すなど、サウジアラビアでの外国文化否定派の指導者としても有名である。
イスラム社会の女性の早婚への批判に対してシャリーアでは10歳の少女でも結婚・セックスの対象とすることができ、批判者は少女への不正義を行っていると逆に批判した。